# Ayresome Park
El Ayresome Park era un estadio de fútbol, se ubicaba en la ciudad de Middlesbrough, en el condado de Northumberland en el norte de Inglaterra, en el Reino Unido. Sirvió de sede habitual al Middlesbrough F.C. desde 1903 hasta 1995 cuando se mudaron al Riverside Stadium.

## Partidos de la Copa Mundial de Fútbol de 1966
| Fecha       | Fase         | Equipo          |                               | Resultado |                            | Equipo          | Espectadores |
| ----------- | ------------ | --------------- | ----------------------------- | --------- | -------------------------- | --------------- | ------------ |
| 12 de julio | Primera fase | Unión Soviética | Bandera de la Unión Soviética | 3 - 0     | Bandera de Corea del Norte | Corea del Norte | 23.000       |
| 15 de julio | Primera fase | Corea del Norte | Bandera de Corea del Norte    | 1 - 1     | Bandera de Chile           | Chile           | 15.000       |
| 19 de julio | Primera fase | Corea del Norte | Bandera de Corea del Norte    | 1 - 0     | Bandera de Italia          | Italia          | 20.000       |

- Datos: Q602392
- Multimedia: Ayresome Park / Q602392